# Whitehall (Michigan)
Pour les articles homonymes, voir Whitehall (homonymie).
Whitehall est une ville du comté de Muskegon, dans l'État du Michigan, aux États-Unis. En 2020, sa population était de 2 909 habitants.